# Mladen Šimić
Mladen Šimić (Bosanski Brod, 1941. – Novi Sad, 2018.) je hrvatski književnik iz Srbije. Po zanimanju je bio diplomirani inženjer geodezije. Živio je u Petrovaradinu.
Rođen je 1941. godine u Bosanskom Brodu od majke Mire rođ. Makove i oca Rudolfa. 1951. se godine s roditeljima odselio u Novi Sad. Seoba je bila po potrebi službe, jer mu je otac bio željeznički komercijalist.
Mladen Šimić je pisao povijesne rasprave, pjesme, pripovijetke i priče, kritike i eseje. Objavio je dvije knjige:
- Odlazak i povratak Hrvata u Europu, knjiga, Novi Sad, 2009., ISBN 978-86-912235-0-2[2]
- Prohladno vrijeme: pripovijetke, Petrovaradin, 2010., ISBN 978-86-912235-1-9[3]

Članci su mu objavljeni u Klasju naših ravni, br. 9/10 (2007), str. 28-29. Zastupljen je u zborniku pjesništva O zemlji i zanovijeti u odabiru Ivana Slišurića i Vez porubljen snom i zavičajem u odabiru Ivana Slišurića urednika Ivana De Ville.
Član je HKUPD Stanislav Preprek iz Novog Sada.

## Vanjske poveznice
- [neaktivna poveznica]